# Quebrada Remiendos
La quebrada Remiendos es un lecho seco se desarrolla en la Región de Antofagasta.

## Historia
Luis Risopatrón la describe en su Diccionario Jeográfico de Chile: 760 
Remiendos (Quebrada de) 24° 23' 70° 35' Es seca, bastante profunda, presenta un salto a unos 13 kilómetros del mar, se abre a unos 2 kilómetros al N de la caleta de Blanco Encalada, se interna hacía el E por largo trecho i ofrece fácil comunicación con la altiplanicie. 98, ii, p. 511 i carta cíe San Román (1892); 99, p. 17; 155, p. 651; 156; i 159, p. 288; i de Remienda en 1, iv, p. 147 i carta 10; i vii, p. 156.
Entre el 25  y el 27 de marzo, el temporal del norte de Chile de 2015 generó inundaciones y aluviones en las ciudades de Chañaral, Copiapó, Taltal, Diego de Almagro, El Salado, Tierra Amarilla, Alto del Carmen, Vicuña, entre otras. Durante el día 24 de marzo precipitaciones mayores a 50 mm en 24 hrs. se concentraron, principalmente, en la parte media y alta de la quebrada de Taltal. Al día siguiente hubo precipitaciones (entre 10 y 50 mm/24hr) en la parte baja de la cuenca de la quebrada Taltal;